# Hydroptila gapdoi
Hydroptila gapdoi är en nattsländeart som beskrevs av Olah 1989. Hydroptila gapdoi ingår i släktet Hydroptila och familjen smånattsländor. Inga underarter finns listade i Catalogue of Life.